# Нижньонімецька Вікіпедія
Нижньонімецька Вікіпедія (ниж.-нім. Plattdüütsche Wikipedia) — розділ Вікіпедії нижньонімецькою мовою. Створена у квітні 2003 року. Нижньонімецька Вікіпедія станом на 26 березня 2025 року містить 85 284 статті, 57 053 зареєстрованих користувачів, 49 активних дописувачів, 3 адміністраторів
. Загальна кількість сторінок в нижньонімецькій Вікіпедії — 180 106, редагувань — 1 032 897, мультимедійні файли відсутні
. Глибина (рівень розвитку мовного розділу) нижньонімецької Вікіпедії дуже мала і становить лише 7.1 пунктів
. 

## Історія
- Травень 2003 — створена 100-та стаття[3].
- Лютий 2005 — створена 1 000-на стаття[3].
- Липень 2007 — створена 10 000-на стаття[3].
- Грудень 2012 — створена 20 000-на стаття[4].